# 580 aC
El 580 aC va ser un any del calendari romà pre-julià. A l'Imperi Romà fou conegut com l'any 174 Ab Urbe condita.

## Esdeveniments
- Fundació de la colònia grega d'Empúries.
- Els grecs colonitzen les Illes Eòlies.